# اکشینار (آردانوچ)
اکشینار (به ترکی استانبولی: Ekşinar) یک منطقهٔ مسکونی در ترکیه است که در آردانوچ واقع شده‌است. اکشینار ۸۰ نفر جمعیت دارد.